# Сахіб Аббас Хассан
Сахіб Аббас Хассан (араб. صاحب عباس حسي, нар. 3 листопада 1969) — іракський футболіст, що грав на позиції нападника за низку клубів з арабських країн та національну збірну Іраку.

## Клубна кар'єра
У дорослому футболі дебютував 1990 року виступами за команду «Кербела», в якій провів один сезон.
Протягом 1991—1993 років захищав кольори клубу «Салааддін», після чого перейшов до «Аль-Завраа», за який відіграв наступні п'ять сезонів своєї ігрової кар'єри.
З 1998 року грав за кордоном — спочатку у складі ліванських «Неджмех» та «Салям» (Згарта), згодом за йорданський «Аль-Гуссейн» (Ірбід) та бахрейнські «Аль-Аглі» (Манама), «Аль-Шабаб» (Манама) та «Бусайтен».
2005 року повернувся на батьківщину, приєднавшись до «Кербели», після чого також грав за сирійський «Афрін» та іракський «Ас-Сінаа». Завершив ігрову кар'єру у команді «Аль-Хіндія», за яку виступав протягом 2010—2011 років.

## Виступи за збірну
1996 року дебютував в офіційних матчах у складі національної збірної Іраку. У складі збірної був учасником кубка Азії з футболу 1996 року в ОАЕ.
Викликався до лав національній команді протягом 6 років, утім в офіційних іграх у її формі на поле більше не виходив.

## Титули і досягнення
- Найкращий бомбардир чемпіонату Іраку (1):

2005-06